# Giovanni Antonio Panteo
Giovanni Antonio Panteo (Verona, 1440 – Verona, 1497) è stato un umanista e religioso italiano.

## Biografia
Giovanni Antonio Panteo (conosciuto anche come Giannantonio Panteo) nacque nel 1440 a Verona e, dopo aver occupato la cattedra di diritto canonico a Padova e aver ricevuto l'ordinazione sacerdotale, divenne segretario del vescovo e umanista Ermolao Barbaro il Vecchio. La sua vera passione fu però la poesia e lo studio dei classici, cui si dedicò fin da giovane apprendendo, oltre al latino e al greco (quest'ultimo appreso da Antonio da Brognoligo), anche l'ebraico e l'arabo. Oltre alla cerchia di Ermolao Barbaro, il Panteo intrattenne rapporti con l'élite veneta allora al potere, insegnando ai rampolli dell'aristocrazia cittadina nella sua casa prospiciente la Piazza dei Signori e dedicando al pretore di Verona Francesco Diedo un poemetto incentrato sugli statuti dei mercanti della città veneta. Diedo, già a suo tempo discepolo e volendolo ricompensarlo per questa sua poesia civile, incoronò Panteo nel 1484 e i vari allievi del poeta laureato, tra cui vi era anche Dante III Alighieri, recitarono carmi e componimenti in suo onore, che vennero poi raccolti in un unico volume intitolato Actio Pantea da parte di Jacopo Giuliari, anch'egli suo allievo. Morì con tutta probabilità nel 1497 a Verona.

## Opere
- (LA) Jacopo Giuliari (a cura di), Panthea actio in qua Linus & Belus legati cum Apolline: Baccho: Sileno: Marte: ac Musis. Et per Virgilium poetarum oratorumque veronensium enumeratio, Verona, Per Antonium Cavalchabovem & Joannem Antonium Novelli, 1484, SBN VEAE139627.
- (LA) Giovanni Antonio Panteo, Annotationes Ioannis Antonii Panthei Veronensis ex trium dierum confabulationibus ad Andream Bandam iurisconsultum: ... De thermis Caldarianis: quae in agro sunt Veronensi. Veronae urbis: Agrique Veronensis : atque Hermolai Barbari episcopi laudes. ... Alexandri Benedicti Veronensis ... Epistola ad magnificum atque insignem equitem dominum Paulum Triuisanum Salodii ac totius Riperiae praefectum, a cura di Alessandro Benedetti, Venezia, Bernardino Vitali, 1505, SBN BVEE006375. URL consultato il 24 gennaio 2019., che raccoglie le opere del Panteo